# Antoni Blanch i Xiró
Antoni Blanch i Xiró (Barcelona, 1929 - Barcelona, 27 de desembre de 2013) va ser un jesuïta i humanista català, home de cultura i literat, membre del Centre d'Estudis de Cristianisme i Justícia i de la Universitat Internacional de la Pau. Fou professor emèrit de literatura comparada i degà de la Universitat Pontifícia de Comillas (Madrid), motiu pel qual va viure molts anys a Madrid.
Es va llicenciar en filosofia al Heythorp College de Londres, en teologia al Collège d'Eegenhover de Lovaina, i es va doctorar a la Sorbona de París amb una tesi sobre la poesia espanyola.
Durant quaranta anys va ser professor de literatura comparada a la Universitat Pontifícia de Comillas de Madrid, on també seria degà. Després de la seva etapa a Madrid el 2001 es va jubilar i va tornar a Catalunya per a dirigir el centre Borja de Sant Cugat del Vallès entre l'any 2007 i el 2010, i durant aquest període va fer de superior d'aquella comunitat.
El jesuïta havia exercit també com a crític literari especialitzat en la literatura espanyola del segle xix, la francesa del xviii i l'obra de Dostoievski. Escrigué en diverses publicacions, com la revista Razón y fe i Revista latinoamericana de cultura. També formà part del consell de redacció del Diari de Sant Cugat. Va escriure nombrosos llibres sobre literatura comparada.